# BMW C1-serie
De BMW C1-serie is een kleine serie overdekte scooters (Enclosed Narrow Vehicles) van het merk BMW, die in heel Europa zonder helm bestuurd mochten worden (behalve het VK, daar was het wel verplicht) en geproduceerd werden door de Italiaanse carrosseriebouwer Bertone. BMW noemde het een "Urban Mobility Vehicle".

## Voorgeschiedenis
In de jaren negentig begonnen scooters snel aan populariteit te winnen. In 1993 presenteerde BMW tijdens de IAA (Internationale Automobil Ausstellung) in Frankfurt een aantal spectaculaire nieuwe modellen, zoals de R 1100 GS en de F 650. Er stond echter ook een studiemodel van een overkapte scooter die toen al de typenaam "C1" droeg.

### Studiemodel en prototypes
Dit eerste studiemodel was feitelijk gebaseerd op een gewone scooter, met een kleine getrokken schommelvork, waarbij een onzichtbaar weggewerkte buizenconstructie rondom de bestuurder was aangebracht. Deze buizenconstructie strekte zich tot vóór het voorwiel uit, waardoor er een starre spatbordconstructie nodig was. Dat gaf de machine het typische uiterlijk van oude Duitse scooters, die vrijwel allemaal een dergelijk vast spatbord hadden, en mede daarom niet al te fraai om aan te zien waren. De buizenconstructie eindigde achter het achterwiel en strekte zich ook naar boven uit tot in de hoofdsteun van de zeer sportieve zitplaats. Deze zitplaats was voorzien van autogordels. Deze machine voldeed aan de Amerikaanse botsproeven voor auto's, maar werd door de internationale motorpers met weinig enthousiasme ontvangen. Op zich was dat niet erg, BMW richtte zich ook niet op motorrijders, maar juist op automobilisten die de machine voor woon-werkverkeer konden gebruiken, zonder zich zorgen te maken om de weersomstandigheden en die bovendien zouden zijn vrijgesteld van de helmplicht. In 1997 verscheen, opnieuw op de IAA, een prototype van de C1, dat al de uiterlijke kenmerken van de uiteindelijke versie droeg. De overkapping was nu helemaal over de rijder doorgetrokken, de "cabine" eindigde direct achter de bestuurdersstoel en achterop kon hetzij een duopassagier (mét helm), of een bagagerek worden geplaatst. Het voorspatbord was nog steeds een star exemplaar, maar was gescheiden van de cabine en zag er iets vlotter uit. De motor was een 125cc-viertaktmotor met brandstofinjectie, een geregelde driewegkatalysator en een traploos werkende Continu variabele transmissie. De machine was samen met de Italiaanse designstudio Bertone ontwikkeld en zou in 2000 op de markt komen. Toch konden journalisten (ook die van autobladen) al in 1998 testritten met een prototype maken. Voor BMW telde uiteraard zwaar mee dat inmiddels in veel Europese landen automobilisten met hun autorijbewijs op een motorfiets tot 125 cc mochten rijden. Ook het Europese 1b-rijbewijs voor zestienjarigen dat op stapel stond, zou de klantenkring uitbreiden.

## C1-serie
De constructie van de uiteindelijke versie was ten opzichte van het eerste studiemodel flink gewijzigd. De voorvork was vervangen door een klein teleleverexemplaar met twee forse vorkstabilisatoren tussen de vorkpoten. De cabine (door BMW "Safety Cell" genoemd) was helemaal omgeven door framebuizen. Er waren twee autogordels aan boord, die over de borst gekruist gedragen moesten worden. Met een hendel aan het stuur konden de gordels ontkoppeld worden, als dat wanneer de C1 op zijn zij lag, niet mogelijk mocht zijn. Als extra veiligheid kon de motor, wanneer de gordels niet vast zaten, niet meer dan 3.000 tpm draaien. Omdat de centrifugaalkoppeling pas koppelde bij 3.500 tpm, kon er dus ook niet worden gereden. Het rijden zonder helm was in 1998 in Duitsland al toegestaan. Tests wezen uit dat een helm zelfs gevaarlijker was, vanwege de kans op beschadigde nekwervels door het gewicht van de helm. BMW had tijdens tests overigens meer dan 200 mogelijke ongevals-scenario's op de C1 losgelaten. Hoewel in vrijwel heel Europa de invoering van de ontheffing voor de helmplicht vrij vlot ging, duurde het in Nederland tot 1 januari 2002 alvorens de machine hier legaal zonder helm bestuurd kon worden.

### Motor
Er was een Rotax-viertaktmotor met brandstofinjectie en een geregelde driewegkatalysator toegepast.

### Rijwielgedeelte

#### Frame
De C1 had een aluminium kokerbalkenframe dat van het balhoofd naar de bevestiging van de achtervork liep. Daaromheen was een buizenstelsel aangebracht, dat de Safety Cell vormde. Het voorspatbord bestond uit een met schuim gevuld polypropyleen absorptiestuk dat samen met de telelevervork als kreukelzone diende. Dit moest, dankzij het feit dat het spatbord ter hoogte van het zwaartepunt was aangebracht, ook voorkomen dat de machine over de kop zou slaan bij een frontale botsing. Mocht dat toch gebeuren, dan konden de over de cabine lopende buizen een kracht van 2.000 kg dragen.

#### Remmen
De machine had zowel voor als achter een enkele 220mm-schijfrem, waarbij een antiblokkeersysteem als optie leverbaar was. ABS werd door BMW Nederland standaard geleverd.

#### Aandrijving
De motor en de Continu variabele transmissie vormden samen één geheel, waarna de aandrijving via een riem naar het achterwiel ging.

### Uitrusting
De uitrusting van de C1-modellen was vrij uitgebreid, zeker voor een scooter. De meeste zaken waren echter wel als optie leverbaar, zoals handvatverwarming, stoelverwarming, een radio/cd-speler (met luidsprekers in de hoofdsteun), een GSM-houder, een navigatiesysteem, een demontabel zonnedakje, ruitverbreders, een achterruit en een topkoffer in plaats van duozitplaats.

#### Family Friend en Executive
Bij de Family Friend- en de Executive-versies waren enkele opties standaard gemonteerd.
De Family Friend-versie kreeg een bagagerek met de grote topkoffer,
De "Executive"-versie had een speciale kleurstelling, lederen bekleding, een leeslampje, bagagenet, bagagerek en GSM-houder.

#### Williams
In 2002 bracht BMW een gelimiteerde oplage 125- en 200cc-modellen in de kleuren van het Williams Formule 1 team. In de pit gebruikten ook de Williams coureurs deze scootertjes.

### C1 125
De C1 125 had een vloeistofgekoelde Rotax DOHC-viertaktmotor van 125 cc met brandstofinjectie en een geregelde driewegkatalysator. De veiligheidscel was geheel van glas, en voorzien van een ruitenwisser. Ter hoogte van de schouders waren breed gebouwde "vleugels" aangebracht, die de rijder bij een zijdelingse val moesten beschermen. De duopassagier moest niet alleen een helm dragen, maar zat ook tegen de veiligheidscabine aan te kijken. Er was een startmotor met een startbeveiliging aan boord: om te voorkomen dat de automatische versnellingsbak de machine meteen in gang zou zetten werkte de startknop alleen in combinatie met een ingeknepen achterremhendel. In 2000 nam de Duitse politie al een aantal C1 125's in gebruik, en de Nederlandse minister van Verkeer en Waterstaat Tineke Netelenbos gaf in hetzelfde jaar de brandweer van de gemeente Maarssen toestemming om een als brandweervoertuig uitgeruste C1 125, vooruitlopend op nieuwe wetgeving, zonder helm te laten besturen.

### C1 200
De C1 200 kwam begin 2001 op de markt, vooral op verzoek van Italiaanse klanten, die de 125cc-motor voor de 185 kg wegende machine te licht vonden. Daarmee was de machine aanmerkelijk pittiger en kon er ook enigszins "normaal" mee op een autosnelweg gereden worden. Technisch was de 200 gelijk aan de 125, en ook de verschillende versies en opties waren identiek.

### C1-E
In oktober 2009, zes jaar nadat de C1 uit productie was genomen, presenteerde BMW opnieuw een studiemodel, maar dit was voorzien van een Vectrix-elektromotor die van stroom werd voorzien door een lithium-ion-accu. De machine kon echter ook weer voorzien worden van een lage-emissieviertaktmotor. Deze elektrische variant van de C1 werd echter niet in productie genomen.

## Technische gegevens
|                    | C1 125                                                             | C1 200                                                             | C1-E                                                               |
| ------------------ | ------------------------------------------------------------------ | ------------------------------------------------------------------ | ------------------------------------------------------------------ |
| Periode            | 2000-2003                                                          | 2001-2003                                                          | 2009                                                               |
| Categorie          | Enclosed Narrow Vehicle                                            | Enclosed Narrow Vehicle                                            | Enclosed Narrow Vehicle                                            |
| Motortype          | vloeistofgekoelde DOHC-motor                                       | vloeistofgekoelde DOHC-motor                                       | Elektromotor                                                       |
| Bouwwijze          | Staande eencilinder                                                | Staande eencilinder                                                | N.v.t.                                                             |
| boring             | 56 mm                                                              | 62 mm                                                              | N.v.t.                                                             |
| slag               | 50 mm                                                              | 58,4 mm                                                            | N.v.t.                                                             |
| Cilinderinhoud     | 124,9 cc                                                           | 176,2 cc                                                           | N.v.t.                                                             |
| Max. Vermogen      | 11 kW/15 pk                                                        | 13 kW/18 pk                                                        | onbekend                                                           |
| Topsnelheid        | ca. 100 km/h                                                       | 112 km/h                                                           | onbekend                                                           |
| Aandrijving        | CVT en riemaandrijving                                             | CVT en riemaandrijving                                             | onbekend                                                           |
| Rijwielgedeelte    | lateraal kokerbalkenframe met zelfdragende carrosserie (buisframe) | lateraal kokerbalkenframe met zelfdragende carrosserie (buisframe) | lateraal kokerbalkenframe met zelfdragende carrosserie (buisframe) |
| Voorvork           | telelever                                                          | telelever                                                          | telelever                                                          |
| Drooggewicht       | 185 kg                                                             | 185 kg                                                             | onbekend                                                           |
| Max. totaalgewicht | 360 kg                                                             | 360 kg                                                             | onbekend                                                           |